# ClassIn
Classin，是北京翼鸥教育科技有限公司开发的在线教育课堂直播软件，自2015年起开发至今。该软件支持在Windows、MacOS、ios、Android、Linux系统上运行。目前，使用该软件的学生遍布近150多个国家和地区。

## 历史
2014年9月，在一群团队的集结下，翼鸥公司于北京海淀正式成立。
2015年9月，翼鸥公司发布Classin1.0，为Windows系统版本。
2016年6月，发布Classin的首个苹果MacOS版本。
2017年6月，Classin开始实施商用化。
2017年10月，发布Classin的首个苹果ios版本。
2018年4月，发布Classin的首个安卓系统版本。
2018年7月，Classin的月活跃用户数量突破百万。
2019年4月，发布Classin SDK。
2019年5月，Classin新增作业系统功能。
2019年10月，eeo发布Classin 3.0。
2020年年初，COVID-19疫情爆发，给中国的教育行业造成影响。为此，Classin调整了其政策，免费为中国大陆境内各中小学校提供停课不停学的在线教育帮扶。
2020年8月，Classin社区版正式发布。

## Classin的功能与特色
Classin软件含有多种教室功能，包括智慧教室、数字教室和在线教室，各类教室都有其不同的特点和功能，满足多种教育教学需要。同时，Classin还附加配备了多种教育工具功能，包括作业、视频墙、随机选人和抢答器、授权云盘、NOBOOK 虚拟实验、小黑板和ClassInCam等，力争提升课堂的高效与有趣性。

## 软件的评价与反响
Classin的用户遍布150多个国家和地区，超过近2000万名学生使用，已有近6万多所学校使用Classin。多所著名大中小学院校和教育机构都与eeo及其所开发的Classin有密切合作，包括但不限于北京大学、清华大学、上海交通大学、北京师范大学、中国人民大学、复旦大学、中国科学技术大学、中央财经大学、中国人民大学附属中学、北京大学附属中学、清华大学附属中学、北京市十一学校、北京市第一〇一中学、首都师范大学附属中学、上海市光明中学、牛津大学出版社和索尼公司等。